# Кондрашов, Геннадий Дмитриевич
Генна́дий Дми́триевич Кондрашо́в (род. 8 декабря 1938, Среднеуральск, Свердловская область) — советский легкоатлет, участник Олимпийских игр.

## Карьера
На Олимпийских играх 1968 года участвовал в метании молота и занял 6-е место.
Чемпион и двукратный серебряный призёр Универсиады. В 1961 и 1965 году уступил лишь венгру Дьюле Живоцки. Двукратный чемпион СССР 1963 и 1965 года и трёхкратный серебряный призёр первенства в 1966—1968 годах.

## Образование
Выпускник Челябинского политехнического института.